# Franz Ewald Theodor Bachmann
Franz Ewald Theodor Bachmann (Leszno, 21 de junio de 1856 - Berlín, 4 de junio de 1931) fue un botánico, briólogo, micólogo, médico general y explorador alemán.

## Biografía
Bachmann estudió en la Universidad de Breslavia, donde fue discípulo de Adolf Engler, y en la Universidad de Wurzburgo, en la que obtuvo el diploma de doctor en Medicina. 
Viajó a Sudáfrica en el mismo barco con Friedrich Wilms, llegando a Ciudad del Cabo el 4 de julio de 1883. Bachmann desembarcó y Wilms siguió navegando hacia Durban. Se quedó cuatro años practicando su profesión en la provincia Occidental del Cabo: dos en Darling, y otros dos más en Hopefield.
En noviembre de 1887 viajó a Natal y permaneció un año en Pondolandia, donde fue representante de la Sociedad Alemana de Pondolandia. Escribió un informe sobre los recursos naturales de la zona y trató, sin éxito, de preparar un asentamiento alemán.
Realizó un viaje de Durban a Pietermaritzburg a través de los ríos Ixopo y Umzimkulu hasta la Misión Clydesdale. En el camino de regreso cruzó el río Ibisi cerca de Harding, donde se encontró con la Misión de Marburgo, antes de regresar a Durban en barco desde Port Shepstone. 
Emprendió otro viaje en enero de 1888, cuando partió con Konrad Beyrich a caballo desde la Misión de Marburgo. Viajaron hasta Lusikisiki y visitaron Qawukeni o Qaukeni, el kraal del jefe del pueblo pondo. Desde allí se adentraron en el bosque de Egossa y continuaron hasta Port St. Johns. Bachmann fundó las estaciones de Lambas, cerca de Port Grosvenor, e Intsubana, en el borde del bosque de Egossa. Hizo un breve viaje a las cataratas Mateku, en un afluente del Umsikaba. Llegó a Durban en noviembre de 1888 y regresó a Alemania vía Puerto Elizabeth y Ciudad del Cabo. 
Bachmann describió sus experiencias en el libro Süd-Afrika, que se publicó en Berlín en 1901.
En 1896 Bachmann fue nombrado médico de distrito en Ilfeld am Harz. En 1917 se trasladó a Hamburgo.

## En la ciencia
Además de recolectar fanerógamas, recogió algunos hongos, líquenes y musgos, y varios especímenes de historia natural. Sus colecciones de insectos, mayormente Coleoptera de Münster, Breslau, y Moravia se conservan en el Museo de Historia Natural de Westfalia, y sus colecciones entomológicas del Transvaal en el Museo de Historia Natural de Berlín.
El género Bachmannia lleva su nombre, con especies de África del Sur como Bachmannia chubutensis y Bachmannia woodii.

## Algunas publicaciones
- 1901. Reisen, Erlebnisse und Beobachtungen in der Kapkolonie, Natal und Pondoland. Berlín

## Epónimos
Género
- (Capparaceae) Bachmannia Pax[4]

Especies, más de 50, entre ellas
- (Apiaceae) Cnidium bachmannii H.Wolff[5]
- (Cactaceae) Mammillaria bachmannii Hort. ex Bodeker[6]
- (Celastraceae) Maytenus bachmannii (Loes.) Marais[7]
- (Cyperaceae) Cyathocoma bachmannii (Kük.) C.Archer[8]
- (Cyperaceae) Scirpus bachmannianus Boeckeler ex C.B.Clarke[9]
- (Orchidaceae) Dasyglossum bachmannii (I.Bock) Königer[10]
- (Orchidaceae) Herschelianthe bachmanniana (Kraenzl.) Rauschert[11]
- (Poaceae) Pentameris bachmannii (McClean) Galley & H.P.Linder[12]
- (Rutaceae) Vepris bachmannii (Engl.) Mziray[13]
- (Thymelaeaceae) Struthiola bachmanniana Gilg[14]